# Verordnung (EG) Nr. 1781/2006 (Geldtransferverordnung)
Die EU-Geldtransferverordnung vom 15. November 2006 (Verordnung (EG) Nr. 1781/2006 über die Übermittlung von Angaben zum Auftraggeber bei Geldtransfers) ist Bestandteil des Aktionsplans der EU zur Bekämpfung der Geldwäsche und des Terrorismus.
Mit dieser Verordnung wird die Sonderempfehlung VII der Financial Action Task Force on Money Laundering ‚Arbeitsgruppe Finanzielle Maßnahmen gegen Geldwäsche‘ (FATF) in EU-Recht umgesetzt. Sie ist am 1. Januar 2007 in Kraft getreten.
Sie wurde durch die neue Geldtransfer-Verordnung (EU) 2015/847 über die Übermittlung von Angaben bei Geldtransfers mit Wirkung zum 26. Juni 2015 ersetzt.

## Ziele
Mit der Geldtransferverordnung wurde festgelegt, dass Zahlungsverkehrsdienstleister Angaben zum Auftraggeber bei jeder Etappe des Zahlungsvorgangs weiterleiten müssen. Ziel der Maßnahme ist die Verhinderung, Untersuchung und Aufdeckung von Geldwäsche und Terrorismusfinanzierung.